# Гончарівка (Івано-Франківський район)
Гончарі́вка — село в Україні, у Тлумацькій міській громаді Івано-Франківського району Івано-Франківської області.

## Історія
Поселення Гончарівка І пізнього палеоліту розташоване за три кілометри на схід від села, урочище На Клині.
Поселення Гончарівка II пізнього палеоліту розташоване в урочищі Намулисте.
Курганний могильник Гончарівка III невизначеної приналежності знаходиться біля хутора Яцківка.
Перейменовано з приходом радянської влади замість давньої назви «Слобідка».
До 2020 року у складі Палагицької сільської ради Тлумацького району.
12 червня 2020 року, відповідно до Розпорядження Кабінету Міністрів України № 714-р «Про визначення адміністративних центрів та затвердження територій територіальних громад Івано-Франківської області», увійшло до складу Тлумацької міської громади.
19 липня 2020 року, в результаті адміністративно-територіальної реформи та ліквідації Тлумацького району, село увійшло до складу новоутвореного Івано-Франківського району.

## Населення

### Мова
Розподіл населення за рідною мовою за даними перепису 2001 року:
| Мова       | Кількість | Відсоток |
| ---------- | --------- | -------- |
| українська | 450       | 100%     |